# Anna Francolini
Anna Francolini (Chertsey, 30 ottobre 1973) è un'attrice e cantante britannica, nota soprattutto come interprete di musical.

## Biografia
È l'attrice inglese ad aver recitato in più musical del compositore statunitense Stephen Sondheim: Company (Donmar Warehouse, 1995), Saturday Night (Londra, 1997), Merrily We Roll Along (Donmar Warehouse, 2000), Into the Woods (Royal Opera House, 2007) e Assassins (Menier Chocolate Factory, 2001). Nel 2007 ha recitato nella produzione del Royal National Theatre di Caroline, or Change, per cui è stata candidata al Laurence Olivier Award alla miglior performance in un ruolo non protagonista in un musical.

## Filmografia parziale

### Cinema
- Topsy-Turvy - Sotto-sopra (Topsy-Turvy), regia di Mike Leigh (1999)
- The Christmas Candle, regia di John Stephenson (2013)
- Gun Shy - Eroe per caso (Gun Shy), regia di Simon West (2017)
- Solo: A Star Wars Story, regia di Ron Howard (2018)
- The Kill Team, regia di Dan Krauss (2019)
- Emma., regia di Autumn de Wilde (2020)
- Indiana Jones e il quadrante del destino (Indiana Jones and the Dial of Destiny), regia di James Mangold (2023)
- Operazione vendetta (The Amateur), regia di Janes Hawes (2025)

### Televisione
- Holby City – serie TV, episodi 6x46-15x37 (2004-2013)
- Roma (Rome) – serie TV, 8 episodi (2005-2007)
- Doctors – serial TV, puntata 11x19 (2009)
- EastEnders – serial TV, puntate 4321-4325 (2011)
- New Tricks - Nuove tracce per vecchie volpi (New Tricks) – serie TV, episodio 10x09 (2013)
- Vera – serie TV, episodio 4x03 (2014)
- Homeland - Caccia alla spia (Homeland) – serie TV, episodio 8x01 (2020)
- Roadkill, regia di Michael Keillor – miniserie TV (2020)
- Harry Palmer - Il caso Ipcress (The Ipcress File), regia di James Watkins – miniserie TV (2022)
- L'uomo che cadde sulla Terra (The Man Who Fell to Earth) – serie TV, episodio 1x02 (2022)
- The Diplomat – serie TV, episodi 1x01-1x02 (2023)
- Sex Education – serie TV, 7 episodi (2023)
- L'amore e la vita - Call the Midwife (Call the Midwife) – serie TV, episodio 13x06 (2024)
- House of the Dragon – serie TV, episodio 2x05-2x07 (2024)

### Doppiaggio
- Il trenino Thomas - serie TV, 2 episodi (2019)

## Doppiatrici italiane
Nelle versioni in italiano delle opere in cui ha recitato, Anna Francolini è stata doppiata da:
- Carmen Iovine in Gun Shy - Eroe per caso
- Valeria Vidali in Harry Palmer - Il caso Ipcress
- Tiziana Avarista in Sex Education
- Valeria Perilli in Indiana Jones e il quadrante del destino
- Beatrice Caggiula in House of the Dragon
- Georgia Lepore in Operazione vendetta